# Functional Digital Mock-Up
Functional Digital Mock-Up (FDMU), auch Functional Mock-Up (FMU) genannt, ist die Fortentwicklung des Digital Mock-Up. Während beim DMU nur geometrische Aspekte von am Rechner konstruierten dreidimensionalen Baugruppen beleuchtet werden, versucht man beim FDMU auch Funktionen dieser Baugruppen zu simulieren. An ein CAD-System gekoppelte Steuersoftware kann auf diese Art und Weise gemeinsam mit dem 3D-Modell getestet werden.